# Tobias Hosch
Tobias Hosch (* 5. März 2001) ist ein deutscher Volleyballspieler.

## Karriere
Hosch spielte in seiner Jugend bei der SVGG Hirschlanden-Schöckingen. 2014 ging er zum TSV Flacht. Von 2017 bis 2020 war der Zuspieler mit den Volley Youngstars Friedrichshafen in der 2. Bundesliga Süd aktiv. Mit der deutschen Junioren-Nationalmannschaft gewann er 2018 die U18-Europameisterschaft. 2020/21 spielte Hosch mit dem Nachwuchsteam VC Olympia Berlin in der ersten Bundesliga. Danach wechselte er zum Zweitligisten Baden Volleys SSC Karlsruhe. 2023 schaffte er mit dem Verein den Aufstieg in die erste Liga. Die Baden Volleys schieden im DVV-Pokal 2023/24 im Achtelfinale aus, erreichten aber als Tabellenachter der Hauptrunde das Playoff-Viertelfinale der Bundesliga.

## Privates
Tobias Hosch ist der ältere Bruder von Fabian Hosch, der ebenfalls in der ersten Liga Volleyball spielt.